# Hideo Šinodžima
Hideo Šinodžima (japonsko 篠島 秀雄), japonski nogometaš, * 21. januar 1910, Točigi, Japonska, † 11. februar 1975.
Za japonsko reprezentanco je odigral dve uradni tekmi.